# 瀬戸内少年野球団

洲本市のウェルネスパーク五色・高田屋嘉兵衛公園に設けられた文学碑 『あのとき空は青かった』

『瀬戸内少年野球団』（せとうちしょうねんやきゅうだん）は、淡路島出身である阿久悠の自伝的長編小説。阿久悠の個人誌『月刊you』に1978年2月から1979年10月まで連載、文藝春秋より1979年11月5日に刊行された。終戦後の淡路島を舞台に、野球を通じた女教師と子供たちとのふれあいと絆を描く。第82回（1979年度下半期）直木賞候補作。
続編となる『紅顔期』（こうがんき）が『別册文藝春秋』の151号から154号に連載、文藝春秋より1981年6月1日に刊行。また『最後の楽園』（さいごのらくえん）が『週刊宝石』にて1984年4月から11月まで連載、光文社より1984年12月20日に刊行されている。
および、それらを原作とした映画、テレビドラマ。

## 概要
1979年度下半期の直木賞候補作品。終戦後の淡路島における、野球少年らの青春の日々を描いている。
- 瀬戸内少年野球団 ISBN 9784006022242
- 瀬戸内少年野球団（続） ISBN 4167321025

## 書誌情報
瀬戸内少年野球団
- 瀬戸内少年野球団（1979年11月5日、文藝春秋、ISBN 978-4-16-305650-0）
- 瀬戸内少年野球団（1983年11月25日、文春文庫、ISBN 978-4-16-732101-7）
- 瀬戸内少年野球団 上（2010年1月、金の星社、ISBN 978-4-323-06131-3）
- 瀬戸内少年野球団 中（2010年1月、金の星社、ISBN 978-4-323-06132-0）
- 瀬戸内少年野球団 下（2010年1月、金の星社、ISBN 978-4-323-06133-7）
- 瀬戸内少年野球団（2013年7月17日、岩波現代文庫、ISBN 978-4-00-602224-2）

紅顔期
- 紅顔期（1981年6月1日、文藝春秋、ISBN 978-4-16-306550-2）
- 続・瀬戸内少年野球団 紅顔期（1985年5月25日、文春文庫、ISBN 978-4-16-732102-4）
- 続・瀬戸内少年野球団 上（2010年1月、金の星社、ISBN 978-4-323-06134-4）
- 続・瀬戸内少年野球団 下（2010年1月、金の星社、ISBN 978-4-323-06135-1）

最後の楽園
- 最後の楽園（1984年12月20日、光文社、ISBN 978-4-334-92111-8）
- 瀬戸内少年野球団・青春編 最後の楽園（1986年8月20日、光文社文庫、ISBN 978-4-334-70393-6）

## 映画

### 瀬戸内少年野球団

銅像（ウェルネスパーク五色・高田屋嘉兵衛公園内）

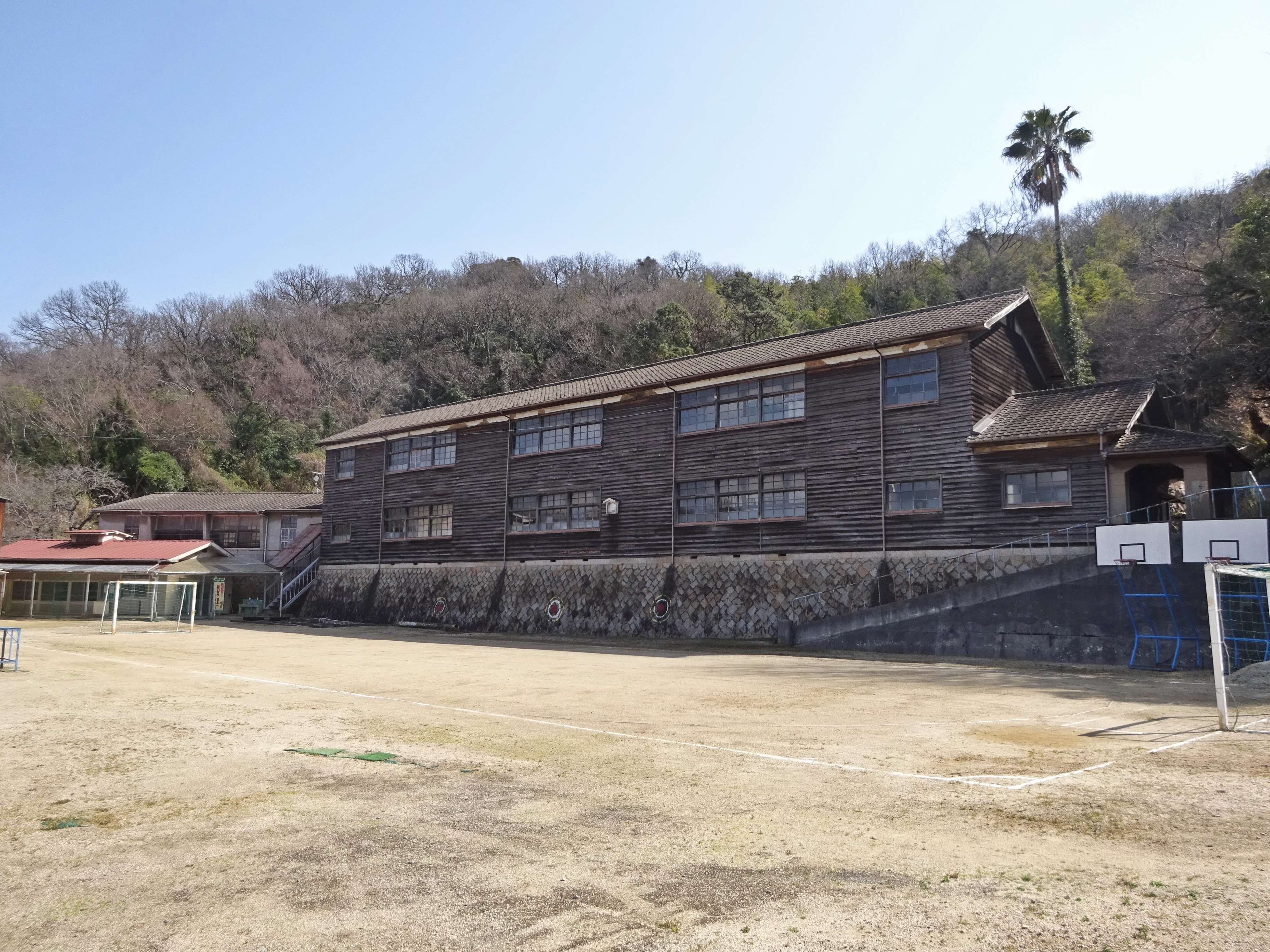
ロケ地となった真鍋島の中学校

1984年6月23日公開。英題は「MacArthur's Children」。配給収入は8億円。テレビ放送での視聴率（ビデオリサーチ調べ）は1985年10月3日放送で25.3%を記録した。
女優・夏目雅子の遺作であり、俳優・渡辺謙の映画デビュー作である。

#### スタッフ
- 監督：篠田正浩
- 脚本：田村孟
- 製作者：YOUの会、原正人
- 企画：海老名俊則、黒井和男
- 撮影：宮川一夫
- 美術：西岡善信
- 衣裳考証：朝倉摂
- 音楽：池辺晋一郎
- 主題歌：クリスタルキング「瀬戸内行進曲（IN THE MOOD）」
- 野球道具復元提供：美津濃
- 野球指導：岩本信一（美津濃）、上野山善久
- スタジオ：大映京都撮影所
- MA：アオイスタジオ
- 現像：東洋現像所
- プロデューサー：飯泉征吉、山下健一郎
- 配給：日本ヘラルド
- 製作協力：表現社、オフィス・トゥー・ワン
- 製作：ヘラルド・エース

#### 出演
- 山内圭哉 - 足柄竜太（淡路島江坂町国民学校初等科・級長 江坂タイガースのメンバー）
- 大森嘉之 - 正木三郎（バラケツ）

- 佐倉しおり - 波多野武女（転校生で江坂タイガースに入る少女）

- 服部昭博 - 中井照夫（デブ国）
- 山崎修 - 新田仁（ニンジン）
- 森宗勝 - 折原金介（ボラ）
- 丸谷剛士 - 神田春雄（ガンチャ）
- 辰巳努 - 吉沢孝行（ダン吉）
- 戸田都康 - 高瀬守（アノネ）

- 夏目雅子 - 中井駒子

- 大滝秀治 - 足柄忠勇（竜太の祖父で巡査）
- 加藤治子 - 足柄はる（竜太の祖母）

- 渡辺謙 - 中井鉄夫（中井家の次男で駒子が後添えに勧められている相手）

- ちあきなおみ - 美代（バー“猫屋”の女給で最後は鉄夫と島を去る）

- 島田紳助 - 正木二郎（“バラケツ”の兄）
- 河原崎次郎 - 中井宗次

- 内藤武敏 - 中井銀蔵
- 上月左知子 - 中井豊乃
- 桑山正一 - 校長（江坂町国民学校の校長）

- 浜村純 - （老船大工）
- 不破万作 - （青年団長）
- 清水のぼる - スポーツ振興係

- 谷川みゆき - 節子（バー“猫屋”の女給）
- 宿利千春 - 正木葉子（“バラケツ”の姉）

- 有安多佳子 - チトセ（戦争未亡人）
- 小野朝美 - とも子（戦争未亡人）
- 美木良介 - 予科練帰り
- 三上博史 - 波多野啓介（武女の兄）

- 津村隆 - 通訳
- ビル・ジェンセン - アンダーソン中尉
- ハワード・モヘッド - GI

- 堀真一 - ボーイ
- 芝本正

- 伊丹十三 - 波多野提督

- 沢竜二 - 池田新太郎

- 郷ひろみ - 中井正夫（新婚早々戦死したと思われていた駒子の夫 傷痍軍人）

- 岩下志麻 - 穴吹トメ（床屋“猫屋”をバーに改装する女将 戦争未亡人）

#### ロケ地
- 真鍋島 - 岡山県笠岡市笠岡諸島
- 金刀比羅宮 - 香川県仲多度郡琴平町
- 辰美中学校分校 - 兵庫県南あわじ市阿那賀
- 阿南市立新野小学校、 阿南市立新野中学校（共に旧校舎) - 徳島県阿南市新野町

#### 受賞歴
- 第27回ブルーリボン賞 作品賞
- 第8回日本アカデミー賞
  - 最優秀音楽賞（池辺晋一郎）
  - 最優秀撮影賞（宮川一夫）
  - 最優秀照明賞（佐野武治）
  - 最優秀美術賞（西岡善信）
  - 最優秀録音賞（西崎英雄）
  - 優秀作品賞
  - 優秀監督賞（篠田正浩）
  - 優秀脚本賞（田村孟）
  - 優秀主演女優賞（夏目雅子）
  - 新人俳優賞（佐倉しおり）
- 第39回毎日映画コンクール
  - 日本映画優秀賞
  - 日本映画ファン賞
  - スポニチグランプリ新人賞（佐倉しおり）
  - 撮影賞（宮川一夫）
  - 音楽賞（池辺晋一郎）

#### 製作
フジサンケイグループの代表・石田達郎を通じて阿久悠と親しくなったヘラルド・エースの原正人を中心に『月刊you』に連載中から映画化の機運が盛り上がっていた。中井駒子先生の役は、最初から夏目雅子と決めていて、夏目が断ったら企画を流すつもりで、まず夏目雅子ありきの企画だった。製作クレジットには「製作/YOUの会、ヘラルド・エース」と出るが、「YOUの会」は本作を作るために業界関係者50人で結成されたもので、1人10万円ずつ出し合い、残りはフジテレビが出資し、ヘラルド・エースは出資せず、実際はほぼ全額フジテレビが出資した。

#### エピソード
- 本作は、女優・夏目雅子の遺作であり、俳優・渡辺謙の映画デビュー作であった。
- 共演者である島田紳助が夏目の印象として「ものすごいいい人」と語っており、本作での子役たちが親元を離れて寂しがっているだろうと思い、撮影期間中、夏目が子役たちと一緒にお風呂に入り、背中を流してあげていた挿話を披露している。その際、子役たちから夏目とお風呂に入った事を聞かされた紳助が空ビンを渡して「今度、夏目さんと風呂に入った時、このビンに夏目さんの残り湯を入れてこい」と伝えた。
- 2010年5月25日放送の『紳助社長のプロデュース大作戦!』においてレオナルド・ディカプリオ共演ハリウッド新作『インセプション』公開を控えた渡辺が当番組に宣伝オファーのために出演し、番組MCである紳助と、本作で共演して以来26年ぶりの対面を果たした。

### 瀬戸内少年野球団・青春篇 最後の楽園
1987年1月24日公開。前作の10年後が舞台になっている。瀬戸内の淡路島で終戦をむかえた野球少年少女の10年後の東京での青春模様。配給収入は3億円。

#### スタッフ
- 製作：ヘラルド・エース
- 製作総指揮：古川博三
- 製作者：阿久悠、原正人
- 製作協力：黒井和男
- プロデューサー：山下健一郎
- 監督・脚本：三村晴彦
- 脚本：河本瑞貴
- 作曲・編曲：宮川晶
- 音楽監督：渋谷森久
- 配給：日本ヘラルド

#### 出演
- 田原俊彦 - 櫟壮介
- 鷲尾いさ子 - 二宮菜木
- 黒崎輝 - 不破二郎
- 佐藤浩市 - 唐木
- 吉行和子 - はな
- ケーシー高峰 - ジョージ三田村
- 中村久美 - ミッキー・マッキー（三木牧子）
- 篠山葉子 - 英子
- 高沢順子 - 雪子
- 長谷川恒之 - 今西
- 中島陽典 - 磯崎
- 原田大二郎 - 江崎
- 塩野谷正幸 - 菜木の兄
- 寺田農 - 堂上
- 根上淳 - 滝山
- 小山明子 - 菜木の母
- 石橋蓮司 - 車掌
- 小倉一郎 - 一瀬
- 小林重四郎 - 質屋の主人
- 汐路章 - 旅館の主人

爆笑問題の太田光もエキストラとして出演している。

#### エピソード・その他
- 二宮菜木役の鷲尾いさ子の抜擢は、監督の三村晴彦が寝転がってテレビを見ていたら、『野ゆき山ゆき海べゆき』の鷲尾のスチル写真が映って飛び起き、すぐにプロデューサーに連絡を取り、鷲尾と会って、菜木のイメージにピッタリと起用を決めた[6]。
- 若手時代の松本人志がオーディションを受けている。

## テレビドラマ

### 1993年版
『瀬戸内少年野球団』のタイトルで、1993年10月8日にフジテレビ系列で放送。日産自動車創業60周年を記念し、「日産60周年記念スペシャル」と銘打たれている。
放送時間は金曜21:04 - 23:07（JST）だが、本作は『金曜エンタテイメント』扱いはされない。

#### キャスト（1993年版）
- 鈴木保奈美
- 吉田栄作
- 横山めぐみ
- 小野みゆき
- 新井康弘
- 小坂一也
- 鹿賀丈史
- 六角精児
- 山本ゆめ
- ほか

#### スタッフ（1993年版）
- 原作：阿久悠
- 脚本：山崎淳也
- 音楽：古川昌義
- プロデュース：大多亮、和田行
- 監督：河毛俊作
- 製作：フジテレビ

### 2016年版
『ドラマスペシャル 瀬戸内少年野球団』のタイトルにより、2016年（平成28年）9月17日にテレビ朝日系列の『土曜プライム』枠にて放送。

#### キャスト（2016年版）
- 中井駒子 - 武井咲[7]
- 中井正夫 - 三浦貴大[8]
- 穴吹トメ - 友近
- 正木次郎 - えなりかずき
- 正木三郎 - 山下真人
- 正木耕作 - 田中健
- 正木初枝 ‐ 和泉ちぬ
- 倉持昌義 - 志垣太郎
- 池田新太郎 - 山内圭哉
- 波多野武女 - 本田望結
- 波多野海軍提督 - 矢野浩二
- 清水監督 ‐ 金子昇
- 江藤節子 ‐ 宮﨑香蓮
- 木村葉子 - 齋藤めぐみ
- 中井美代 ‐ ちすん
- 足柄竜太 - 坂田湧唯
- 足柄はる - 岡まゆみ
- 足柄忠勇 - 平泉成
- 中井鉄夫 - 栗山航
- 中井豊乃 - 高橋惠子
- 中井銀造 - 大杉漣
- 生徒たち - 舘秀々輝、田澤優至、渡邉陽、森遥野、石井薫子、髙澤父母道、宮原和、五味渕元、工藤大空飛、山田美紅羽、荒井雄斗
- 田口主将、蔵内秀樹、古賀理紗子　ほか

#### スタッフ（2016年版）
- 脚本：寺田敏雄
- 監督：松田礼人
- EDテーマ：ベリーグッドマン「Eye to Eye」
- 選曲：御園雅也
- ロケ協力：栃木県フィルムコミッション、大子町フィルムコミッション、大田原市、旧須賀川小学校、鯛の浦遊覧船、岡田記念館
- 野球用品協力：ミズノ、ナガセケンコー
- 技術協力：東通
- 照明協力：ティ・エル・シー
- 美術協力：BEENS
- プロデューサー：大川武宏・池田邦晃（テレビ朝日）、森田光則（オスカープロモーション）
- 企画：古賀誠一（オスカープロモーション）
- 制作：テレビ朝日・オスカープロモーション

## 漫画
- 瀬戸内少年野球団 ISBN 978-4-8342-3188-5（著者：宇佐悠一郎）

## 備考
- 「四国旅マガジンGajA」2002年夏号によると、阿南市新野町の阿南市立新野小学校の校庭などでロケが行われた。ロケに利用された同校の木造校舎は老朽化のため改築されたが、徳島新聞1993年2月26日記事によると惜しむ声も聞かれたという。
- 映画は現在、上記2作品と「瀬戸内ムーンライト・セレナーデ」をあわせて「瀬戸内三部作メモリアル」というDVDボックスとして市販されている。
- 作者阿久悠の故郷である洲本市五色町にあるウェルネスパーク五色・高田屋嘉兵衛公園内に文学碑 『あのとき空は青かった』と銅像が設置されている。